# مهرجان بوريونغ للطين
مهرجان بوريونغ للطين هو مهرجان سنوي يقام في الصيف في مدينة بوريونغ التي تبعد 200 كم عن العاصمة سول.بدأ المهرجان في 1998 وبحلول عام 2007 جذب المهرجان 2.2 مليون زائر لبوريونغ.
يعتبر طين بوريونغ غني بالمعادن ويصنع منه مستخضرات تجميل،بدأ المهرجان كدعاية تسويقية لصناعة المستحضرات التجميلية في بوريونغ.

أكثر الأنشطة الترفيهية شهرة
المصارعة الطينية والانزلاق الطيني والسباحة في بركة الطين من أكثر الأنشطة شعبية بين الزوار و مسابقات موسيقى ورقص مسابقات تزلج على الطين.
ايضا  يتم إنتاج الطين الملون لطلاء الجسم